# Michele Moretti (calciatore)
Michele Moretti (San Marino, 26 ottobre 1981) è un ex calciatore sammarinese, di ruolo centrocampista.

## Carriera

### Club
Nel 2002 gioca nel Domagnano squadra con la quale partecipa ai preliminari della Coppa UEFA 2002-2003 e 2003-2004. Nel 2003 gioca per il Juvenes/Dogana. Nel 2004 passa alla Sammaurese dove tornerà nel 2006. Nel 2005 veste la maglia del Domagnano.

### Nazionale
Con la Nazionale sammarinese dal 2003 ha giocato nove partite tra amichevoli qualificazione al mondiale 2006 e qualificazione all'europeo 2008.